# Ligustergedeblad
Ligustergedeblad (Lonicera pileata), også skrevet Liguster-Gedeblad, er en stedsegrøn busk med en overhængende til udbredt vækst. grenene er spinkle og kun svagt forgrenede.  Alle dele af planten er svagt giftig – også de indbydende bær. Blomsterne har en fin duft af kaprifolie tilsat citron.

## Beskrivelse
Barken er først lysegrøn og behåret, senere bliver den grålig og svagt stribet. Knopperne er toradet, modsat stillede og næsten skjult ved bladfoden. De er ægformede og lysegrønne. Bladene er elliptiske eller smalt ægformede med hel rand og udrandet spids. Oversiden er blank og dybt grøn, mens undersiden er lysere og mere grålig. 
Blomstringen sker i maj-juni, hvor man finder blomsterne siddende parvis ved bladhjørnerne. De enkelte blomster er 5-tallige og uregelmæssige med langt, sammenvokset kronrør og skævt fordelte kronflige. Kronbladene er gulligt-hvide. Frugterne er kuglerunde og klare, violette bær.
Rodsystemet er veludviklet med kraftige hovedrødder og mange siderødder.
Højde x bredde og årlig tilvækst: 1,5 x 2 m (25 x 30 cm/år).

## Hjemsted
Arten har sit naturlige udbredelsesområde i det vestlige Kina (Sichuan, Tibet og Sinkiang), hvor den findes som underskov og i lysninger, langs skovbryn og i krat. 
I Tangjiahe Naturreservatet, som ligger i Qingchuan Amt, Sichuan, Kina, findes arten sammen med bl.a. miliegræs, armandfyr, birkebladet kvalkved, blåbælg, Daphne tangutica, havearalie, henrys gedeblad, høstanemone, japansk asters, japansk perikon, japansk spiraea, Juglans cathayensis (en art af Valnød), kamæleonbusk, kinesisk astilbe, kinesisk neillia, kronerabarber, løvehale (flere arter), monoløn, omeirose, pernykristtorn, Petasites tricholobus (en art af hestehov), Populus davidiana (en art af poppel), Quercus glandulifera (en art af eg), skavgræs, Smilax stans (en art af sarsaparil), sommerfuglebusk, storblomstret kæmpelilje, viftedværgmispel, vin (flere arter) og vinget benved
| Portal | Portal:Botanik |

## Note
1. ↑  G.B.Schaller, Qitao Deng, Wenshi Pan, Zisheng Qin, Xiaoming Wang, Jinchu Hu og Liming Shen: Feeding behavior of Sichuan takin Arkiveret 27. april 2010 hos  Wayback Machine (engelsk)